# Réserve nationale de la Pampa del Tamarugal
 (février 2024).
Si vous disposez d'ouvrages ou d'articles de référence ou si vous connaissez des sites web de qualité traitant du thème abordé ici, merci de compléter l'article en donnant les références utiles à sa vérifiabilité et en les liant à la section « Notes et références ».
La réserve nationale de Pampa del Tamarugal est une réserve naturelle du nord de la Chilerégion de Tarapaco, située dans la Pampa del Tamarugal, à environ 70 km à l'est d'Iquique.
La réserve se compose de trois secteurs distincts: la Bosque Nativo de La Tirana et le Pintados. Les principaux points forts sont les forêts artificiellement plantées du genre Prosopis (principalement Prosopis tamarugo), trouvées au milieu d'un désert sans pluie, et les géoglyphes de Pintados.
La zone protégée couvre 1 271,49 kilomètres carrés (1 127 149 ha) au total.
Les secteurs de la zapati et du Pintados sont traversés par la route panaméricaine et le secteur Bosque Nativo de La Tirana est accessible depuis la route A-665.